# 腓尼基主義

腓尼基版圖

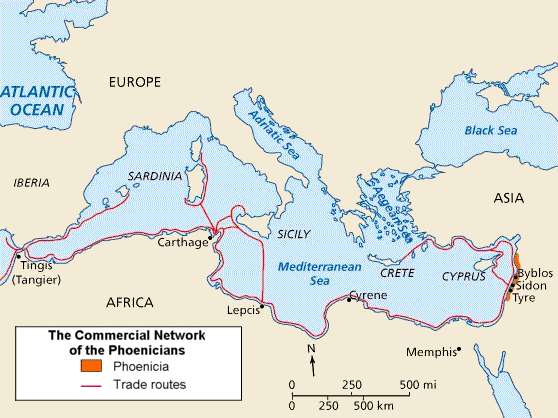
腓尼基疆域及其在地中海的貿易路綫

腓尼基主義（阿拉伯语：‎）是黎巴嫩民族主义的一種形式，在大黎巴嫩國建國之初由以馬龍尼人為首的黎巴嫩基督徒提出。這一概念為黎巴嫩人與古代腓尼基人之間的聯係提供了支撐。
腓尼基主義認為，黎巴嫩人（少數情況下特指黎巴嫩基督徒）并非阿拉伯人，且這一族群有著與周遭中東國家不同的獨特語言和文化。作為黎巴嫩民族形成理論的一部分，腓尼基主義的支持者認同黎巴嫩人實質上是腓尼基人而非阿拉伯人的後裔。有一些人也主張黎凡特阿拉伯語并非阿拉伯語的變體，而是現代亞拉姆語經過發展后形成的獨立語言。其它觀點也有認為馬龍尼人是阿拉米人、亞述人或馬代特人的後代。中東地帶存在其它與腓尼基主義相對應的古民族延續理論，例如亞述人延續說與法老主義。此類觀點構成了阿拉伯民族主義和泛阿拉伯主義的對立面。